# Bitva o Quinguu
Bitva o Qinguu (dnes Plaridel, provincieBulacan) bylo vojenské střetnutí odehrávající se v období filipínsko-americké války.
Proti Filipíncům zde Američané nasadili:
- 4. kavalerii (4th cavalary)
- 1. Jihodakotskou pěchotu (1st South Dakota Infantry)
- 1. Nebrasskou pěchotu (1st Nebraska Infantry)
- 51. Iowskou pěchotu (51th Iowa Infantry)
- Dělostřelectvo z Utahu (Utah Artillery)

Nakonec zvítězili, ale utrpěli větší ztráty než Filipínci.